# 미야구니 료스케
미야구니 료스케(일본어: 宮國 椋丞, 1992년 4월 17일 ~ )는 일본의 프로 야구 선수이며, 현재 센트럴 리그인 요미우리 자이언츠의 소속 선수(투수)이다. 오키나와현 이토만시 출신이다(출생지는 이시카와현 가나자와시).
‘國’(구니)가 정체자여서 언론에서는 ‘宮国椋丞’(동음)라고 표기한다.

## 인물

### 프로 입단 전
형의 영향으로 초등학교 1학년 때부터 야구를 시작했다. 중학교 시절에는 연식 야구부에 소속되었고 이토만 고등학교 시절에는 1학년 때 소속 현 대회 결승전에서 고난 고등학교와 상대해 승리 투수가 되어 팀의 우승 달성에 기여했다. 2학년 때 춘계 대회부터는 에이스로서 활약했고 3학년 때 하계 소속 현 대회에서는 결승에 진출하였지만 고난 고등학교한테 패했다.
부모는 모두 교사였고 자신도 학교 성적이 우수했기 때문에 대학 진학도 정해졌지만 꿈을 최우선으로 하고 싶다는 미야구니의 강한 희망에 의해 프로 입단을 지원, 2010년 10월 28일에 열린 프로 야구 드래프트 회의에서 요미우리 자이언츠로부터 2순위 지명을 받고 입단했다.

### 프로 입단 후

#### 2011년
2군에서 4경기에 등판해 19이닝을 던져 무자책점을 기록했고 시즌 종료 후에는 미야자키 추계 스프링 캠프에 참가, 가와구치 가즈히사 투수 종합 코치로부터 높은 평가를 받았다.

#### 2012년
춘계 스프링 캠프에서는 1군에 합류했고 3월 25일에 열린 오클랜드 애슬레틱스와의 친선 경기에 선발 등판하여 5이닝 동안 9개의 탈삼진과 1실점으로 호투했다. 개막 로테이션에 들어가면서 1군 데뷔 무대인 4월 8일 한신 타이거스전에서 선발 등판해 7이닝을 던져 1실점으로 호투하는 등 요미우리에서는 마키하라 히로미 이래 29년 만이 되는 첫 등판과 동시에 데뷔 첫 승리 투수가 되었다.
5월 1일 히로시마 도요 카프전에서는 프로 데뷔 첫 완투승과 첫 완봉승을 동시에 기록했고 고졸 2년차로서의 완봉승은 요미우리에서 구와타 마스미가 기록한 이래가 되었다. 그러나 5월 16일 오릭스 버팔로스전에서는 오른쪽 어깨 통증을 호소하여 다음날에 등록이 말소되었고 2군에서의 조정을 거쳐 7월 15일에는 1군에 복귀했다. 8월 5일 요코하마 DeNA 베이스타스전에서 3개월 만에 승리 투수가 되었고 정규 시즌이 종료될 때까지 선발 로테이션의 일원으로 활약했다.
포스트 시즌에서는 2경기에 등판하면서 주니치 드래건스와의 클라이맥스 시리즈 파이널 스테이지 3차전에 선발 등판해 5이닝 3실점, 홋카이도 닛폰햄 파이터스와의 일본 시리즈에서는 4차전에 선발 등판해 7이닝 동안 3피안타 무실점으로 호투했지만 모두 승패는 연결되지 않았다. 아시아 시리즈에서는 결승전 상대인 라미고 몽키스전에 선발 등판해 6이닝 1실점으로 승리 투수가 되어 팀의 5관왕 달성에 기여했다.

## 상세 정보

### 출신 학교
- 오키나와 현립 이토만 고등학교

### 선수 경력
- 요미우리 자이언츠(2011년 ~ )

### 개인 기록

#### 투수 기록
- 첫 등판·첫 선발·첫 승리 : 2012년 4월 8일, 대 한신 타이거스 3차전(한신 고시엔 구장), 7이닝 1실점 4탈삼진
- 첫 탈삼진 : 상동, 1회말에 시바타 고헤이로부터 헛스윙 삼진
- 첫 완투 승리·첫 완봉 승리 : 2012년 5월 1일, 대 히로시마 도요 카프 4차전(도쿄 돔), 3피안타 7탈삼진
- 첫 세이브 : 2015년 10월 4일, 대 요코하마 DeNA 베이스타스 25차전(요코하마 스타디움), 8회말 1사에 5번째 투수로서 구원 등판·마무리, 1과 2/3이닝 무실점

#### 타격 기록
- 첫 안타·첫 타점 : 2012년 5월 1일, 대 히로시마 도요 카프 4차전(도쿄 돔), 3회말에 시노다 준페이로부터 중전 적시타

### 등번호
- 30(2011년 ~ )

### 연도별 투수 성적
| 연 도      | 소 속      | 등 판 | 선 발 | 완 투 | 완 봉 | 무 4 구 | 승 리 | 패 전 | 세 이 브 | 홀 드 | 승 률 | 타 자 | 이 닝 | 피 안 타 | 피 홈 런 | 볼 넷 | 고 4 | 몸 맞 | 탈 삼 진 | 폭 투 | 보 크 | 실 점 | 자 책 점 | 평 자 책 | W H I P |
| ---------- | ---------- | ----- | ----- | ----- | ----- | ------- | ----- | ----- | -------- | ----- | ----- | ----- | ----- | -------- | -------- | ----- | ---- | ----- | -------- | ----- | ----- | ----- | -------- | -------- | ------- |
| 2012년     | 요미우리   | 17    | 15    | 1     | 1     | 0       | 6     | 2     | 0        | 0     | .750  | 386   | 97.0  | 76       | 4        | 28    | 1    | 3     | 54       | 3     | 1     | 27    | 20       | 1.86     | 1.07    |
| 2013년     | 요미우리   | 17    | 17    | 0     | 0     | 0       | 6     | 7     | 0        | 0     | .462  | 401   | 87.2  | 113      | 8        | 35    | 0    | 2     | 50       | 2     | 0     | 52    | 48       | 4.93     | 1.69    |
| 2014년     | 요미우리   | 3     | 3     | 0     | 0     | 0       | 1     | 1     | 0        | 0     | .500  | 64    | 14.0  | 22       | 3        | 3     | 0    | 1     | 6        | 2     | 0     | 11    | 10       | 6.33     | 1.79    |
| 2015년     | 요미우리   | 39    | 0     | 0     | 0     | 0       | 3     | 1     | 1        | 5     | .750  | 194   | 49.0  | 38       | 4        | 15    | 1    | 0     | 28       | 3     | 0     | 17    | 16       | 2.94     | 1.08    |
| 2016년     | 요미우리   | 34    | 0     | 0     | 0     | 0       | 4     | 1     | 0        | 6     | .800  | 162   | 39.2  | 38       | 6        | 9     | 0    | 0     | 14       | 0     | 0     | 14    | 13       | 2.95     | 1.18    |
| 2017년     | 요미우리   | 17    | 9     | 0     | 0     | 0       | 1     | 7     | 0        | 1     | .125  | 246   | 57.0  | 64       | 5        | 18    | 0    | 0     | 41       | 0     | 1     | 32    | 30       | 4.74     | 1.44    |
| 통산 : 6년 | 통산 : 6년 | 127   | 44    | 1     | 1     | 0       | 21    | 19    | 1        | 12    | .525  | 1453  | 344.1 | 351      | 30       | 108   | 2    | 6     | 193      | 10    | 2     | 153   | 137      | 3.58     | 1.33    |

- 2017년 시즌 종료 기준.